# Henri Bedimo
Henri Bedimo Nsamé (Douala, 4 juni 1984) is een Kameroens voetballer die bij voorkeur als linksback speelt. Hij verruilde in 2016 Olympique Lyon voor Olympique Marseille. Bedimo debuteerde in 2009 in het Kameroens voetbalelftal.

## Clubcarrière
Bedimo verhuisde in 1999 op vijftienjarige leeftijd naar Frankrijk. Hij speelde tussen 2002 en 2011 voor Grenoble, Toulouse, Le Havre, Châteauroux en RC Lens. In 2011 tekende hij een vierjarig contract bij  Montpellier. De club werd dat seizoen landskampioen, waarin Bedimo met 36 competitiewedstrijden achter zijn naam een aandeel had in het behalen van de landstitel. Het seizoen erna eindigde de club op een teleurstellende 9e plaats. Op 1 augustus 2013 werd hij voor een bedrag van 2 miljoen euro verkocht aan Olympique Lyon, waar hij een driejarig contract tekende.

## Interlandcarrière
Bedimo debuteerde in 2009 voor Kameroen. In januari 2010 nam hij met Kameroen deel aan de Afrika Cup 2010. Hij behoorde niet tot de WK-selectie voor het WK 2010 in Zuid-Afrika.

## Erelijst
| Kampioen Ligue 1 | 1x | 2011/12 |

1 Rulli ·
3 Merlin ·
5 Balerdi  ·
6 Garcia ·
7 Carboni ·
8 Maupay ·
9 Wahi ·
10 Greenwood ·
11 Harit ·
12 De Lange ·
13 Cornelius ·
14 Moumbagna ·
17 Rowe ·
18 Meïté ·
19 Kondogbia ·
20 Brassier ·
21 Rongier ·
22 Sternal ·
23 Højbjerg ·
24 Mughe ·
25 Rabiot ·
29 Lirola ·
34 Nadir ·
36 Blanco ·
37 Soglo ·
44 Henrique ·
48 Abdallah ·
51 Koné ·
62 Murillo ·
99 Mbemba ·
Coach: De Zerbi
· Assistent-coach: Abardonado
1 Feudjou ·
2 Assou-Ekotto ·
3 N'Koulou ·
4 Djeugoué ·
5 Nounkeu ·
6 Song ·
7 N'Guémo ·
8 Moukandjo ·
9 Eto'o ·
10 Aboubakar ·
11 Makoun ·
12 Bedimo ·
13 Choupo-Moting ·
14 Chedjou ·
15 Webó ·
16 Itandje ·
17 Mbia ·
18 Enoh ·
19 Olinga ·
20 Salli ·
21 Matip ·
22 Nyom ·
23 N'Djock ·
Coach: Finke